# Koto (Band)
Koto war eine italienische Synthdance-Gruppe, welche überwiegend Instrumentalmusik produziert. Die Gruppe wurde Anfang der 1980er Jahre durch die Produzenten Anfrando Maiola und Stefano Cundari gegründet.

## Geschichte
Der Gruppenname entspringt dem asiatischen Instrument Koto, wobei die Gründer anfangs allgemein auf asiatische Synthesizerklänge im damals modernen Dancegewand setzten. Das Duo gehörte deshalb auch mit in die Kategorie Italo Disco. Ihre erste Schallplatte wurde 1982 in Italien auf dem Label Cellophane Record mit dem Titel Chinese Revenge veröffentlicht, welche kurz darauf auch die erste Veröffentlichung und somit die Geburtsstunde des Labels Memory Records war. Nach einigen Erfolgen mit Titeln wie Japanese Wargame, Dragon’s Legend, Jabdah und Visitors wurde es wieder stiller um die Gruppe.
Im Jahr 1989 kaufte das deutsche Plattenlabel ZYX Music die Rechte von Memory Records, einschließlich der Namens- und Musikrechte von Koto. Sie beauftragten den niederländischen Laserdance-Produzenten Michiel van der Kuy, einige der alten Koto-Tracks neu einzuspielen und abzumischen. Im Jahre 1990 versuchte Anfrando Maiola ein Comeback mit Champion’s Cue. Die Single brachte aber nicht den gewünschten Erfolg wie zuvor. 
Mit einer neuen Single 1990 und ebenso neuem Album 1992, jeweils produziert von Michiel van der Kuy, wurde der Klang der Stücke um einiges spaciger. Die ausgekoppelte Single Mind Machine beinhaltete Vocalelemente aus dem Science-Fiction-Kinoerfolg Die totale Erinnerung – Total Recall mit Arnold Schwarzenegger. Nachdem auch mit diesem Album keine große Popularität mehr gewonnen werden konnte, entschloss man sich zunächst, sich mit weiteren neuen Produktionen zurückzuziehen. Während dieser Zeit wurden mehrere ältere Vinyl-Klassiker auf CD unter dem ZYX-Music-Sub-Label Golden Dance Classics (GDC) neu auf den Markt gebracht. Erst im neuen Jahrtausend meldete sich Koto unter Gründer Anfrando Maiola wieder mit neuen Stücken zurück, getreu dem Motto Koto Is Still Alive. Maiola hatte inzwischen wieder die Rechte am Gruppennamen zurückgewinnen können. Der Musikstil von Koto wurde allerdings an das neue Trance- und Technozeitalter angepasst. 2021 erschien das letzte Album Return of the Dragon, welches wiederum von Michel van der Kuy eingespielt wurde. Auf diesem finden sich auch Tracks, die sich stark an dem ursprünglichen Sound von Koto orientieren. Insbesondere die letzte Single Tron, die im Jahr 2022 veröffentlicht wurde, lehnt sich stark an den Stil und die Instrumentalisierung der späten 80er Jahre an.
Anfrando Maiola verstarb im Mai 2023 im Alter von 69 Jahren. Sein Mitgründer und Produzent Stefano Cundari starb bereits am 29. Dezember 1993 im Alter von 33 Jahren an den Folgen einer Krebserkrankung.

## Diskografie

### Alben
- 1989: Masterpieces
- 1990: Plays Synthesizer World Hits
- 1992: From The Dawn Of Time
- 1993: Plays Science-Fiction Movie Themes
- 1993: Who's That Mix
- 1994: The 12" Mixes (GDC)
- 2001: Masterpieces (GDC)
- 2003: Electronic Hits
- 2021: Return of the Dragon

### Singles und EPs
- 1982: Chinese Revenge
- 1983: Japanese War Game
- 1985: Visitors
- 1986: Jabdah
- 1987: The Koto Mix (inklusive Jabdah (Megamix))
- 1988: Dragon's Legend
- 1988: Dragon's Megamix
- 1989: Chinese Revenge '89
- 1989: Time
- 1990: Champions Cue
- 1990: Acknowledge
- 1991: The Maxi-CD Collection [4 Maxi-CDs]
- 1992: Mind Machine
- 1992: Mechanic Sense
- 1992: Visitors (GDC)
- 1995: Jabdah (GDC)
- 1995: Japanese War Game (GDC)
- 1997: Chinese Revenge (GDC)
- 2001: Club Classics 02 [4-Track-EP]
- 2001: Koto Is Still Alive (inklusive Visitors 2001)
- 2003: Blow the Whistle
- 2003: Planet X (KotoX)
- 2009: Strange Skies
- 2022: Tron